# أليخاندرو كاستيلو (مجرم)
أليخاندرو كاستيلو (مجرم) هو مجرم وهارب أمريكي. أضيف اسمه إلى قائمة الهاربين العشرة المطلوبين لمكتب التحقيقات الفيدرالي في 24 أكتوبر 2017، وهو مطلوب بتهمة قتل تروك كوان ساندي لي لو، في أغسطس 2016 في شارلوت بولاية كارولينا الشمالية. كان كاستيلو هو الهارب رقم 516 الذي تم إدراجه في قائمة الهاربين العشرة المطلوبين لمكتب التحقيقات الفيدرالي، ويعرض مكتب التحقيقات الفيدرالي مكافأة تصل إلى 250 ألف دولار لمن يدلي بمعلومات تؤدي إلى القبض عليه.

## النشأة والخلفية
ولد كاستيلو في 26 نوفمبر 1998، في ولاية أريزونا، يتحدث الإنجليزية والإسبانية بطلاقة. عندما كان في السابعة عشر من عمره عام 2016 عمل في مطعم في شارلوت، وكان زميلًا في العمل مع تروك كوان ساندي لي لو، البالغة من العمر 23 عامًا، وبحسب ما ورد أن الطرفان تواعدا لفترة وجيزة، وفي وقت ما أقرضت لو كاستيلو بعض المال الذي لم يسدده لها أبدًا، وكانت زميلتهم أهميا فيستر البالغة من العمر 19 صديقة كاستيلو الجديدة بعد انفصاله عن لو.

## جريمة القتل
في 9 أغسطس 2016، أرسل كاستيلو رسالة نصية إلى لو يقول فيها إنه يود أن يسدد لها الأموال التي أقرضته إياها سابقًا، ووافقت لو على مقابلته في محطة كويك تريب الواقعة في شارع إيستواي في شارلوت. ذهبت كاستيو في ذلك اليوم مع فيستر حيث أخذته في سيارتها الحمراء ونوعها دودج كالبير، وكانت لو في ذلك المكان، قام كاستيلو بإجبار لو على سحب كل أموالها من حسابها البنكي بدلاً من أن يقوم بإعادة أموالها ، واستخدم سلاح ناري في تهديها، وافقت لو على القيام بذلك، ويعتقد المحققون أن كاستيو قام بعد ذلك بأخذ لو إلى منطقة غابات في مقاطعة كاباروس وأطلق النار على رأسها، وقام بإلقاء جثتها في الواد، ثم هرب كاستيلو وفيستر في سيارة ليو السوداء والتي كان نوعها تيوتا كورولا 2003.
بعد جريمة القتل، توجه كاستيلو وفيستر بالسيارة من ولاية كارولينا الشمالية إلى فينيكس في أريزونا، وأوقفوا سيارة لو في ملجأ للحافلات في فينيكس حيث تم العثور عليها لاحقًا مهجورة في 15 أغسطس، ثم شق كاستيلو وفيستر طريقهما إلى نوجاليس، حيث عبروا الحدود إلى المكسيك، التقطت كاميرات المراقبة صورًا لكاستيلو وهو يعبر الحدود إلى المكسيك، ولم يُشاهد منذ ذلك الحين، ويعتقد المحققون أن كاستيلو لا يزال مختبئًا في المكسيك، ربما في مدينتي سان فرانسيسكو دي لوس رومو، أو بابيون دي أرتيجا في ولاية أغواسكاليينتس، ومن الممكن أيضًا أن يكون مختبئًا في ولايتي غواناخواتو أو فيراكروز.

## التحقيق
تم الإبلاغ عن اختفاء لو في اليوم التالي لمقتلها، وتم الإبلاغ عن اختفاء كاستيلو وفيستر في 11 و12 أغسطس، تم العثور على سيارة فيستر مهجورة في 13 أغسطس في المبنى 11000 من Dulin Creek Boulevard في شارلوت، وفي وقت لاحق من ذلك اليوم، ورد أن فيستر وكاستيلو اتصلا بعائلتيهما قائلين إنهما في أمان ولكنهما لا يعرفان مكانهما، بعد تلقي المكالمات الهاتفية، اعتقدت العائلتان أنهما كانا محتجزين وأجبروا على إجراء المكالمات الهاتفية.
في 17 أغسطس 2016، تم العثور على جثة لو في منطقة غابات في مقاطعة كاباروس، لقد أصيبت برصاصة واحدة في رأسها، ويقول المحققون أنهم يعتقدون أن الدافع وراء القتل كان ببساطة السرقة. في 2 نوفمبر 2016، اتُهم كاستيلو بارتكاب جريمة قتل من الدرجة الأولى، ووجهت إليه لاحقًا تهمة الطيران غير القانوني لتجنب الملاحقة القضائية في 10 فبراير 2017.
في 20 أكتوبر 2016، سلمت فيستر نفسها إلى السلطات في أغواسكاليينتس بالمكسيك، وتواصلت مع والدتها التي تعاونت مع السلطات الأمريكية ورتبت لاستقبالها في المطار، في 22 أكتوبر، تم تسليم فيستر إلى الولايات المتحدة واعتقلها مكتب عمدة مقاطعة هاريس بالقرب من هيوستن في تكساس، ووجهت لها تهمة التبعية بعد ارتكاب جناية القتل وسرقة سيارة، وتم تحديد كفالتها بمبلغ 25000 دولار مقابل سرقة سيارة و 100000 دولار للملحقات بعد وقوعها، تم نقلها في النهاية إلى سجن مقاطعة مكلنبورغ حيث قدمت كفالة وتم إطلاق سراحها في 18 يناير 2017. وفقاً لفيستر كانت هي وكاستيلو يقيمان مع أبناء عمومة كاستيلو في أغواسكاليينتس، وفي مرحلة ما خلال الشهرين اللذين قضاهما هناك، اختفى كاستيلو واختفى مرة أخرى. ظهر كاستيلو في حلقة 26 فبراير 2024 من برنامج America's Most Wanted.